# Richard Bräutigam
Richard Gotthold K. Bräutigam (* 25. Juli 1891 in Wittenberg; † unbekannt) war ein deutscher Kommunalbeamter. Er war Archiv- und Bibliotheksdirektor und leitete zuletzt das Statistische Amt der Stadt Halle/Saale.

## Leben
Er war der Sohn des Rechnungsrates und Eisenbahnoberinspektors Richard Bräutigam und dessen Ehefrau Minna geborene Landgraf. Nach dem Besuch der Realschule in Leipzig wechselte er auf das Humanistische Gymnasium nach Eisenach. Seine Eltern ließen ihn ebenfalls das Gymnasium in Hildburghausen und das Domgymnasium in Naumburg (Saale) besuchen. Im Anschluss studierte er Germanistik, Geschichte, Klassische Philosophie und Theologie an den Universitäten Leipzig und Halle. Seit 1910 gehörte er der Burschenschaft Arminia Leipzig an.
In den Jahren 1916&17 leistete Richard Bräutigam vaterländischen Hilfsdienst und wurde 1919 Studienreferendar. Er studierte gleichzeitig Rechts- und Staatswissenschaften in Halle und wurde im Jahre 1920 Studienassessor. Aufgrund seines Bedürfnisses zur Fortsetzung seiner wissenschaftlichen Studien ließ sich Richard Bräutigam wenig später aus dem preußischen Staatsdienst beurlauben. Im folgenden Jahr wechselte er in die Kommunalverwaltung und wurde wissenschaftlicher Hilfsarbeiter am Statistischen Amt und Wohnamt der Stadt Halle (Saale). 1926 erfolgte seine Ernennung zum Direktor des Wohnamtes in Halle. 1933 wurde er zum Kommunaldirektor befördert und leitete bis 1945 das Stadtarchiv und die städtischen Büchereien in Halle. Als Stadtarchivdirektor wurde er 1937 zum staatlichen preußischen Archivpfleger des Stadtkreises Halle ernannt. Er betätigte sich wissenschaftlich, hielt stadtgeschichtliche Vorträge und legte mehrere Publikationen vor. Nach Ende des Zweiten Weltkrieges übernahm er als Leiter das Statistische Amt in Halle.
Richard Bräutigam trat zum 1. Mai 1933 der NSDAP bei (Mitgliedsnummer 2.784.061). Nach dem Zweiten Weltkrieg wurde er Mitglied der SED. Ferner war er vor 1945 Mitglied der Kommunalen Vereinigung für Wohnungswesen.

## Werke (Auswahl)
- mit Rolf Hünicken: Althallische Musiker. Gedenkblätter zum Händeltag 1936. Mit Holzschnitten von Hermann Schiebel. Hrsg. vom Stadtarchiv Halle in Verbindung mit dem Amt für Wirtschaft, Verkehr und Statistik. Niemeyer, Halle (Saale) 1936.
- mit Rolf Hünicken: Die Stadt Halle. Degener, Marktschellenberg 1939.